# WiTricity
WiTricity（ワイトリシティ) は、2006年11月にマサチューセッツ工科大学 (MIT)発のベンチャー企業で、同学のマリン・ソーリャチッチ (Marin Soljačić) が発表した磁界共振技術によるワイヤレス給電技術に基づき、研究メンバーがスピンアウトして設立した。
トヨタ自動車、IHI、新電元工業他、多くの企業に技術をライセンス提供している。

## 概要

共振誘導無線電力システムの実証構成図（2007年）。M・ソーリャチッチ研究班はこれを非放射の電磁的共鳴エネルギートンネル (non-radiative electromagnetic energy resonant tunneling) であると称した。

WiTricityの磁界共振技術はMITにおける2 mの送電実験の実現（2006年）を『サイエンス』誌に論文を載せると、それをきっかけに多くの報道にセンセーショナルに取り上げられ、MITの磁界共振技術が大ギャップワイヤレス電力伝送の成功として広く話題となった。開発者であるマリン・ソーリャチッチはこの技術を無線 (wireless) と電気 (electricity) を合わせた造語「WiTricity」と名付けた。数十 cmから数 m離れた距離で、数十 W～数百 Wの電力を比較的高い伝送効率を保ちながら、しかも理論的には人体に安全に伝送できるとされる。磁界共振は「電磁界共鳴方式」や「共振結合方式」とも呼ばれている。

### WiTricityの特許技術
WiTricityの磁界共振技術は、非放射型のエネルギー転送には一次側の第一共鳴場エバネッセントテールと二次側の第二共鳴場エバネセントテールの結合が介在するという理論を特徴としている。一次側と二次側に構成された2組のコイルとコンデンサによる共振器同士が共鳴（共振）し、エバネッセントテールの結合の介在により電力伝送が行われるという理論であり、この磁界共振はWiTricityの提唱する結合モード理論（英: Coupled Mode Theory）に基づくものである。しかしながらこの理論は難解なため、WiTricityのWEBサイトでは音叉の共鳴（英: Tuning fork）に例えて説明しており、多くの日本語サイトもそれを引用して音叉の共鳴を例にした記述を試みた。
引用の特許明細書1、特許明細書2によれば、第1共振構造と第２共振構造それぞれの共鳴場エバネセント・テール（簡単に言えば一次側共振器と二次側共振器それぞれの磁界）が特許請求項のエレメント（構成要件）となっており、特許解釈の一般論の「オールエレメントルール」に基づけば、一次側の第一共鳴場と二次側の第二共鳴場との介在が欠くことがでない必須なものとなる。つまりいずれかのエレメントが欠如すれば当該特許には該当（侵害）しない。
WiTricityの当該特許出願以前に一次側の第一共鳴場を欠く、すなわち二次側の共振構造のみで電力伝送を成立させる特許出願が多くあり、また具体的には最も早くは1993年から実用化が始まっており、これらの実例はWiTricityの特許技術範囲ではないのは明らかである。
また一次側と二次側それぞれの共振構造という構成を有する磁界共振は、1989年にエイト電子より出願されているために、少なくともこの技術範囲はWiTricityの磁界共振技術の特許技術範囲から外れる。
1994年にも磁界共振がふたたび開発されており、村田製作所の開発者が『磁界共鳴技術』を発表していたが当時は普及に至らなかった。
1990年代に実用化が始まった第一共鳴場のない磁界共振の原理に基づいて改良された超電導リニアの誘導集電においては既に500km/hの走行中給電が実用化の域に達しており、2017年にはさらに多くの第一共鳴場のない磁界共振が実用化され始めている。これらの実用化例はいずれも第一共鳴場は必要としていないために、WiTricityの磁界共振技術の特許技術範囲からは外れる。
2016年12月にWiTricityはTMN (Tunable Matching Network) を発表すると、一方で大きな成果として日産自動車と共同で送電効率の向上と、異なるコイルシステム間の相互運用性の確保の向上を図った。だが他方で第一共鳴場の構成が必要十分条件ではないとWiTricity自ら示し、それまで述べてきた結合モード理論との整合性を失う結果になった。

### Qualcomm Halo との技術統合
WiTricityは開発資金として2017年現在までに6800万ドルを調達したが、電気自動車のワイヤレス給電においてクアルコム開発のHaloが標準となりつつあり、競争に直面した同社は従業員数を80人から55人に減らし、テキサス州オースティンの事業所を閉鎖した。WiTricityはIntelやフォックスコンなどから新たに4000万ドル近くを調達すると研究開発の推進に充てて、2019年2月にはクアルコムより現物出資を受け入れてEVワイヤレス充電部門のQualcomm Haloの知的財産権を得ると、少数株主に加えた。これについてクアルコム側のスティーブ・ペイゾルは、「クアルコムとWiTricityの技術を組み合わせ、エキサイティングなテクノロジーにユーザーがアクセスできる可能性と需要を生み出すと確信」すると述べた。これは自社技術とオークランド大学発の技術の統合にいたった。

## 用途
- 電気自動車
- 携帯情報端末
- 補助人工心臓
- 誘導集電